# Pseudobromus
Pseudobromus,  es un género de plantas herbáceas,  perteneciente a la familia de las poáceas. Es originario de Madagascar y del sur de África tropical.
Algunos autores lo consideran incluido en el género Festuca. 

## Taxonomía
El género fue descrito por Karl Moritz Schumann y publicado en Die Pflanzenwelt Ost-Afrikas C: 108. 1895.

## Especies
- Pseudobromus africanus
- Pseudobromus ambilobensis
- Pseudobromus biflorus
- Pseudobromus brassii
- Pseudobromus breviligulatus
- Pseudobromus engleri
- Pseudobromus humbertianus
- Pseudobromus silvaticus
- Pseudobromus tenuifolius